# Shin'yō (porte-avions)
Ne doit pas être confondu avec Shin'yō.
Le Shin'yō (神鷹) était un porte-avions d'escorte utilisé par la Marine impériale japonaise pendant la Seconde Guerre mondiale. Converti à partir du paquebot allemand SS Scharnhorst, le navire stationne à Kure, au Japon, après le début de la guerre en Europe, rendant toute opération de retour en Allemagne impossible. La Marine rachète le navire, et, après la bataille de Midway en juin 1942, il est décidé de le convertir en porte-avions d'escorte. Au chantier de 1942 à fin 1943, le Shin'yō est mis en service dans la Marine japonaise en décembre 1943. Il sert de navire d'escorte de convoi dans le Pacifique occidental. Un an plus tard, en novembre 1944, il est torpillé en transit vers Singapour par un sous-marin américain. Quatre torpilles provoquent l'explosion des réservoirs de carburant, l'envoyant par le fond avec la quasi-totalité de son équipage.

## Caractéristiques
Après sa reconversion, le Shin'yō avait une longueur entre perpendiculaires de 184,99 m et une longueur hors-tout de 189,36 m. Il avait un faisceau de 84 pieds (26 m) et un tirant d'eau de 8,18 m. Son pont d'envol en flush deck mesurait 180,0 m x 24,5 m, équipé de deux ascenseurs et d'un grand hangar. Il pouvait accueillir 27 avions, et 6 pièces de rechange (33 avions au total).
Le navire était alimenté par deux turbines à engrenages alimentées par quatre chaudières à tubes d'eau. Les turbines avaient une puissance de 26 000 cv (1 900 kW) le propulsant à une vitesse moyenne de 19 nœuds (35 km/h) et une vitesse maximale de 22 nœuds (41 km/h). Son rayon d'action était d'environ 9 000 milles nautiques (17 000 km). La direction était contrôlée par un seul gouvernail.
Le Shin'yō était armé de huit canons de 12,7 cm/40 Type 89 dans quatre montants double canons. Il transportait également une trentaine d'armes antiaériennes de 25 mm Type 96 sur 10 supports triples. Quelque temps après, douze autres supports de 25 mm ont été ajoutés. Après un passage au chantier naval en juillet 1944, huit autres canons de 25 mm ont été ajoutés, portant un total à 50.

## Historique

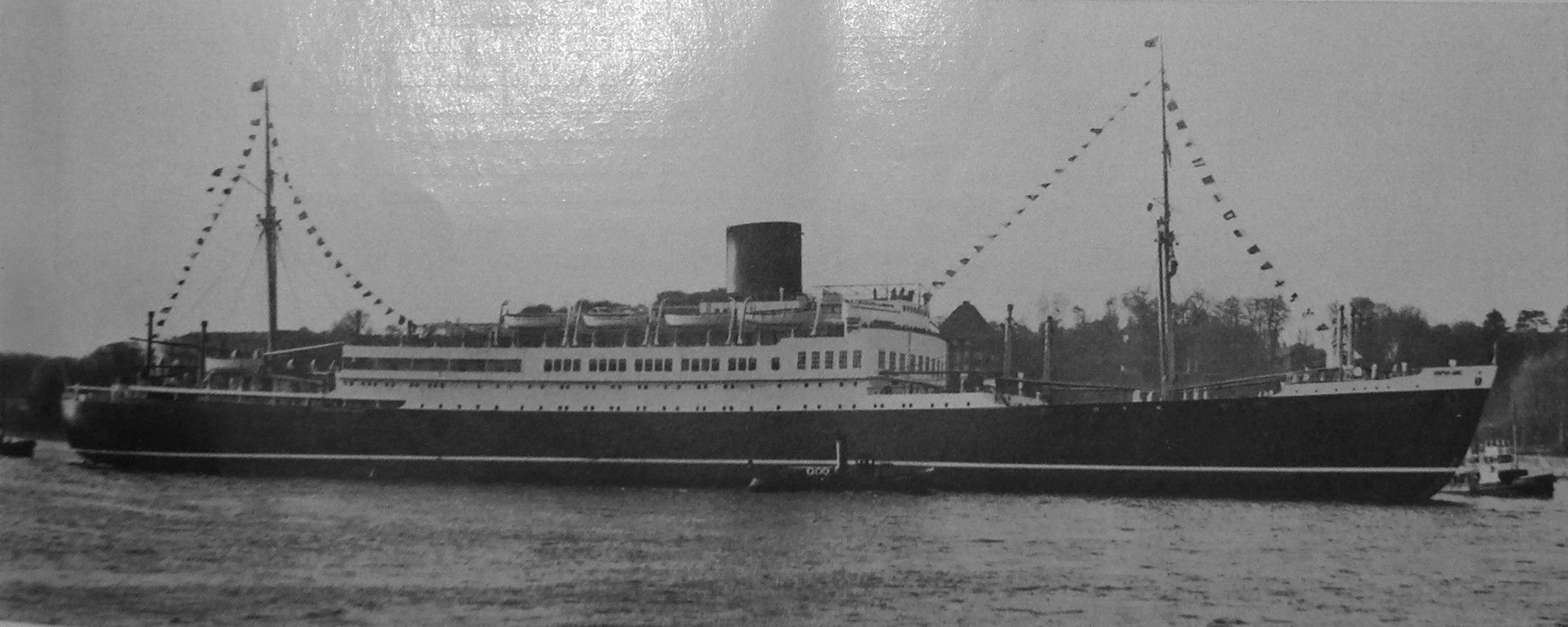
Le Scharnhorst lors de sa période d'essais, en 1935.

Le Scharnhorst était un navire à passagers exploité par la société Norddeutscher Lloyd dans les années 1930. Alors ancré au Japon lors du déclenchement de la Seconde Guerre mondiale en Europe en septembre 1939, le navire n'est pas autorisé à reprendre la mer. La Marine japonaise le rachète le 7 février 1942, en vertu d'un accord signé avec la compagnie maritime allemande. Elle paiera à la société deux fois la valeur du navire après la fin de la guerre.
Le navire était initialement destiné aux transport de troupes, la Marine décidant de le convertir en porte-avions d'escorte pour compenser la perte des quatre porte-avions coulés lors de la bataille de Midway.
La conversion du Scharnhorst commence en septembre 1942 au chantier naval de Kure. L'acier de la coque inachevée du quatrième cuirassé de la classe Yamato est utilisé lors de la conversion. Le chantier dure jusqu'en décembre 1943 et il est mis en service dans la Marine japonaise le 15 décembre 1943. Le design du Scharnhorst était similaire à la classe de paquebots japonais Nitta Maru, elle aussi convertie en porte-avions d'escorte de classe Taiyō. Les principales différences étaient la rétention des machines de propulsion d'origine et l'addition de renflements externes qui ont contribué à accroître sa stabilité.
Le 1er novembre 1943, le Shin'yō débute ses essais en mer et sa croisière Shakedown (en) (terme nautique dans lequel la performance d'un navire est testée). Il est commissionné au sein de la flotte le 15 novembre et est affecté au Grand Escort Command le 20 décembre. Les six premiers mois de 1944, le navire mène différentes manœuvres d'entraînement dans les îles locales. Le 13 juillet 1944, il fournit une couverture aérienne et escorte le convoi Hi-69 avec les navires Taiyō et Kaiyō, transportant des avions supplémentaires pour les Philippines. Le convoi arrive en sécurité le 20 juillet. Cinq jours plus tard, le Shin'yō reprend la mer accompagné d'un autre convoi, en direction de Singapour. Il arrive à destination le 31 juillet et repart quatre jours plus tard avec le convoi Hi-70. Il était composé de huit navires à destination de Moji. Le porte-avions est rejoint par deux croiseurs légers et plusieurs petites embarcations. Le convoi arrive le 15 août, le Shin'yō quant à lui, fait route vers Kure qu'il atteint le lendemain.
Le 8 septembre, le Shin'yō escorte le convoi Hi-75, composé de neuf transports, plusieurs destroyers et petits bateaux, avec pour destination Singapour. Le 13 septembre, le convoi s'arrête brièvement à Takao (Formosa) et repart dans la journée. Il arrive à bon port le 22 septembre. Un autre convoi, le Hi-76, quitte Singapour pour Moji le 3 octobre, escorté par le Shin'yō et plusieurs destroyers. Le convoi s’arrête temporairement à Mihara les 19 et 20 octobre. Le 22 octobre, le Shin'yō quitte le convoi et rejoint la base aérienne de Saiki deux jours plus tard. Le lendemain, il repart pour Kure pour faire le plein de carburant et de fournitures. Le 7 novembre, ordre est donné de couvrir le retour du Jun'yō.
Le 9 novembre, il soutient le convoi Hi-81, transportant des aéronefs pour les Philippines. Quatorze bombardiers-torpilleurs Nakajima B5N sont affectés au navire pour l'opération qui commence le 14 novembre, lorsque le convoi quitte le Japon. L'escorte était composée de six destroyers, protégeant sept transports de troupes et un pétrolier. Le 15 novembre, alors en mer de Chine orientale, un sous-marin américain torpille et coule l'un des sept transports de troupes. Deux jours plus tard, un deuxième est coulé et le pétrolier est endommagé. Dans la nuit à 23 h 3 précise, le Shin'yō est torpillé et coulé en mer Jaune par le sous-marin USS Spadefish. Quatre torpilles touchent les réservoirs de carburant non blindés, provoquant une énorme explosion et un incendie incontrôlable. Coulant par l'arrière, seuls 70 des 1 200 officiers et hommes d'équipage survivent au naufrage. Après l'attaque, le Spadefish tente à nouveau d'attaquer le convoi, mais il est repoussé par les navires d'escorte. Le Shin'yō est radié des registres de la marine le 10 janvier 1945.